# Mimetus margaritifer
Mimetus margaritifer är en spindelart som beskrevs av Simon 1901. Mimetus margaritifer ingår i släktet Mimetus och familjen kaparspindlar. Inga underarter finns listade i Catalogue of Life.